# Xiong Guiyan
Xiong Guiyan (en chinois : 熊桂艳), née le 6 mars 1976 à Yichun (Heilongjiang), est une pongiste handisport chinoise concourant en classe 9. Elle possède deux médailles d'argent paralympiques : une en individuel (2020) et une par équipes (2016).

## Biographie
Étant un espoir du tennis de table, elle est obligée d'abandonner le sport en 1997 après avoir été diagnostiquée d'une ostéomyélite chronique. Elle reprend le tennis de table en handisport en 2010.

## Carrière
Trois ans après ses débuts en handisport, elle remporte l'or en individuel et par équipes aux Championnats du monde.
Aux Jeux de 2016, elle remporte la médaille d'argent par équipes classe 6-10 avec ses compatriotes Yang Qian et Lei Lina. Pour ses seconds Jeux en 2021 à 45 ans, Xiong obtient sa première médaille individuelle en s'inclinant en finale face à l'Australienne Lei Lina.

## Palmarès

### Jeux paralympiques
- médaille d'argent par équipes classe 6-10 aux Jeux paralympiques d'été de 2016 à Rio de Janeiro
- médaille d'argent en individuel classe 9 aux Jeux paralympiques d'été de 2020 à Tokyo